# Antilohyrax pectidens
L’antiloirace (Antilohyrax pectidens) è un mammifero erbivoro estinto, appartenente agli iracoidi. Visse nell'Eocene superiore (circa 35 milioni di anni fa) e i suoi resti fossili sono stati ritrovati in Egitto.

## Descrizione
Benché strettamente imparentato con le attuali procavie, Antilohyrax era di aspetto e dimensioni decisamente diverse. Questo animale, infatti, raggiungeva le dimensioni di una gazzella e la sua morfologia si discostava molto dal piano corporeo dei rappresentanti attuali degli iracoidi. Antilohyrax possedeva specializzazioni dentarie, craniche e postcraniche uniche fra tutti gli iracoidi. Gli incisivi inferiori, ad esempio, erano denti larghi e a forma di pettine, simili a quelli degli attuali dermotteri (gen. Cynocephalus).
Inizialmente si pensava che gli incisivi superiori fossero assenti; la forma della premascella suggeriva che, quando la bocca era chiusa, gli incisivi inferiori andavano ad appoggiarsi contro una struttura fibrosa superiore, come avviene appunto in Cynocephalus e nei ruminanti. Studi ulteriori (De Blieux e Simons, 2002) hanno mostrato la presenza di almeno due paia di incisivi superiori: la coppia centrale formava zanne come in tutti gli altri iracoidi. Era presente inoltre un osso nasale sottile che sporgeva anteriormente al livello della premascella. Era comunque presente una struttura fibrosa sulla premascella che occludeva gli incisivi inferiori a pettine. Nella mandibola, era presente inoltre una seconda coppia di incisivi a forma di falce, che occludevano le zanne superiori.  I molari erano costituiti da superfici semilunari e taglienti, che suggeriscono una dieta a base di foglie. 
Altri caratteri notevoli erano la presenza di una barra postorbitale completa, un grande e tondo rigonfiamento postorbitale, una flangia laterale sull'arcata zigomatica, un solco profondo antorbitale dell'osso frontale, una cresta lambdoidea, un lungo processo paroccipitale, ed una regione nucale insolita. 
Lo scheletro degli arti, analogamente, era insolito: l'articolazione tra astragalo e scafoide era solcata e a forma condilare, e permetteva una notevole estensione così come una flessione mediotarsale, ma il movimento laterale risultava limitato. La tibia e il perone erano fusi per gran parte della loro lunghezza. Per dimensione e proporzioni, gli elementi degli arti ricordano quelli dell'attuale springbok (Antidorcas marsupialis), un'antilope africana.

## Classificazione
Antilohyrax venne descritto per la prima volta nel 2000, sulla base di resti fossili ritrovati nella formazione Jebel Qatrani, nella zona di El Fayum in Egitto. Analisi filogenetiche indicano che questo animale faceva parte di una radiazione evolutiva di iracoidi basali al di fuori del clade dei procaviidi. Il più stretto parente di Antilohyrax era probabilmente il gigantesco Titanohyrax, sempre del Paleogene africano. 

## Paleoecologia
La particolarissima morfologia di Antilohyrax fa supporre che questo animale fosse un corridore che si cibava di fogliame, analogo agli attuali bovidi africani, che tuttavia non apparvero in Africa fino al Miocene (circa 20 milioni di anni dopo). La scoperta di Antilohyrax ha aggiunto un nuovo tassello e un nuovo adattamento evolutivo a una ricca fauna fossile di iracoidi del Cenozoico africano, e sottolinea ulteriormente che gli iracoidi erano gli ungulati terrestri dominanti del Paleogene africano.